# Iván Doronin
Iván Vasílievich Doronin (en ruso: Ива́н Васи́льевич Доро́нин Kamenka, 5 de mayo de 1903 (22 de abril en el calendario juliano) — Moscú, 2 de febrero de 1951). Fue un piloto soviético que alcanzó el grado de coronel, y Héroe de la Unión Soviética.

## Biografía

### Primeros años
Iván Doronin nació en el pueblo de Kamenka, en el actual óblast de Saratov (antes óblast de Kubishev), en una familia campesina. Estudió en los colegios de los pueblos de Berioza y Balakov, en Saratov. Hasta los 17 años, nunca había montado en un tren o un barco.

### Ingreso en el Ejército Rojo
Con los Komsomol de Balashov se trasladó a Leningrado en 1920 y se alistó en la marina soviética, donde realizó los cursos de técnico naval, graduándose como técnico al año siguiente, en 1921, siendo destinado en el verano de ese año al torpedero Ussuriets de la Flota del Báltico, terminando su formación en la escuela naval.

### Piloto militar

#### Formación como piloto
En la primavera de 1924 fue enviado a la escuela teórico-militar de aviación de Egorev, en las cercanías de Leningrado. Fue trasladado a la Escuela Superior Militar de Pilotos Navales en Sebastopol, en septiembre de 1924, graduándose al año siguiente como piloto naval, en 1925.

#### Piloto e instructor militar
Fue destinado como piloto naval a la Flota del mar Negro, convirtiéndose más adelante en instructor de la escuela de pilotos navales y observadores aéreos, que más adelante será llamada «Stalin». Fue piloto hasta su desmovilización después de cinco años de servicio.
En los informes de sus jefes, Doronin fue descrito así:

Es competente como instructor de vuelo, oficial de inteligencia, y piloto de cazas y aviones pesados.

### Piloto civil

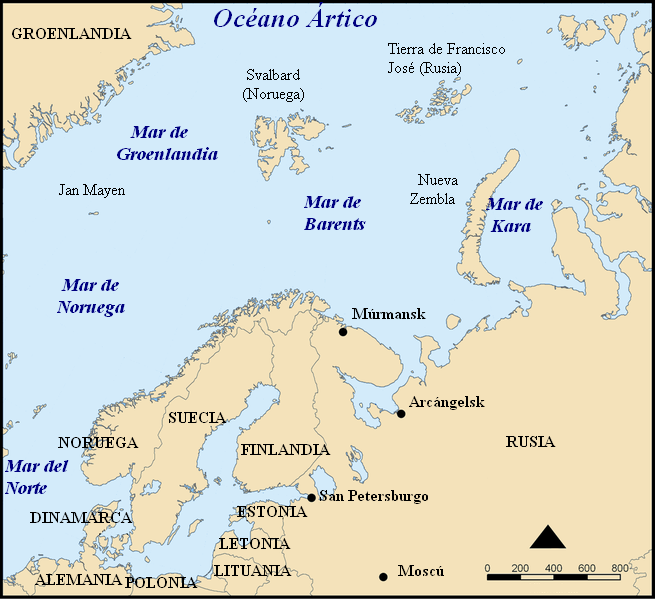
Situación del mar de Kara, a la derecha del mapa.

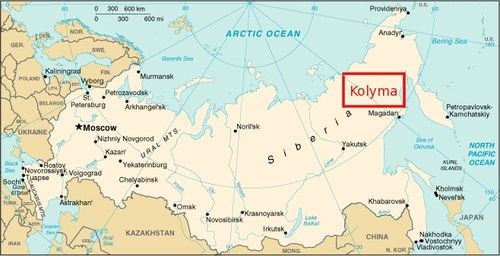
Situación aproximada de la región de Kolima.

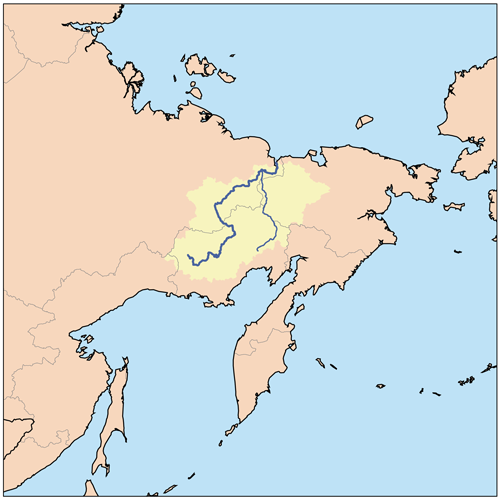
Cuenca del río Kolima.

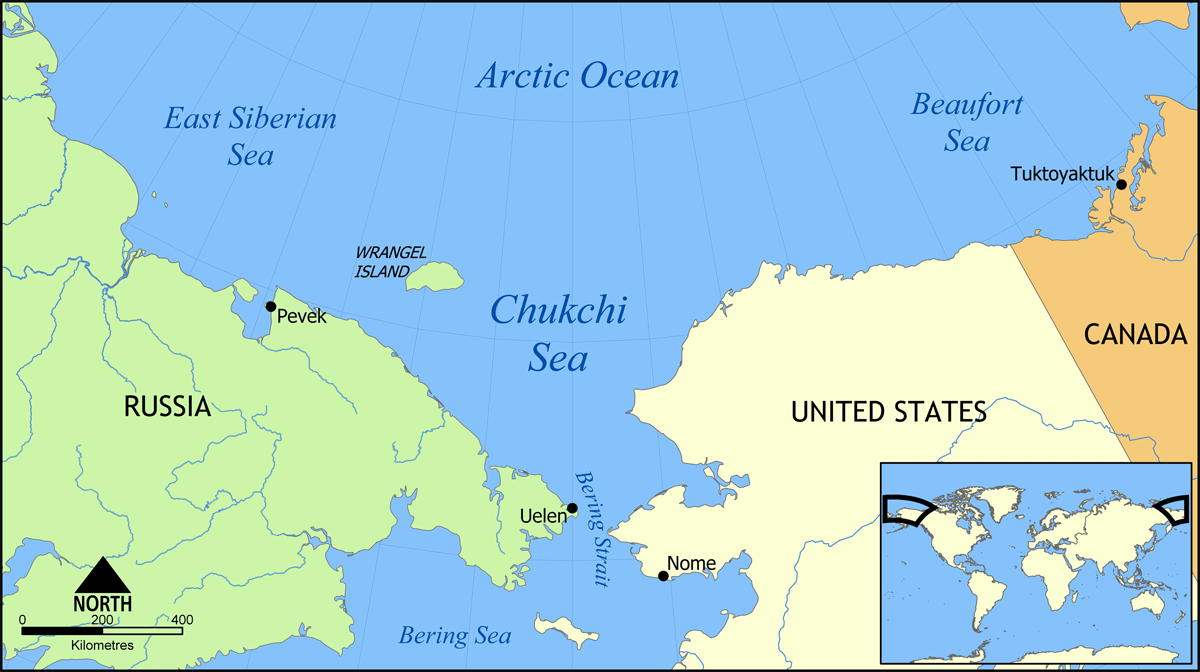
Mar de Chukchi, entre Rusia y Alaska, donde quedó atrapado entre los hielos el barco Cheliusin.

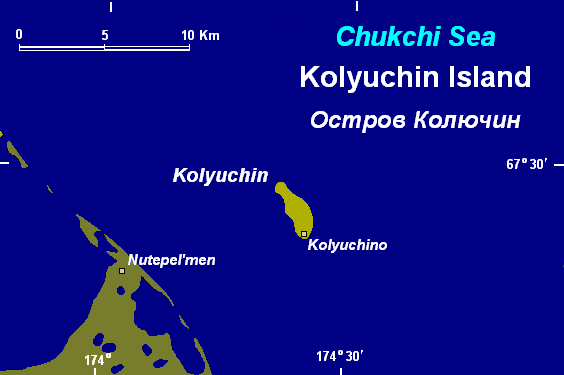
Mar de Chukchi, en las cercanías de la isla de Koluchin los hielos aplastaron el rompehielos Cheliusin.

En 1930, se incorporó a la Aviación Civil, volando para el Comisario de Transportes Aéreos de la línea Irkutsk-Yakutsk-Bodaybo.
En 1930 participó en la expedición de exploración del mar de Kara, como copiloto en los vuelos de apoyo a la tripulación del «Chujnov».
Fue trasladado a la administración de Siberia Oriental. Abrió la ruta cruzando la cordillera Verjoiansk, en la línea Irtkusk-Ust-Srednekan (en la región de Kolima), en unas condiciones de visibilidad cero y tiempo adverso.

#### Apertura de ruta hacia Kolima
En 1932 inicia la exploración para la apertura de una ruta aérea entre Yakutia y la región de Kolima. El jefe de la Administración Civil Aérea calificó este trabajo como:

Desde el punto de la visibilidad, búsqueda y establecimiento (de una ruta), esta operación es la más difícil de todas que puedan existir en el mundo.

Después del intento fallido de la búsqueda de una ruta en marzo de 1933, Doronin hizo un nuevo intento en junio del mismo año, junto al mecánico de vuelo A. Daragan (А. Дараган) llegando a su destino en Srednekan. El propio Doronin relató:

Era el intento de volar a través de los picos de Verjoyansk. Sus cumbres alcanzan los tres mil metros, para encontrarse otra montaña más alta. Hacen falta horas para volar entre las montañas (…) para hacerse una idea de nuestra situación: volábamos sobre un terreno desconocido, rodeando montañas, con mapas erróneos. No había lugar para aterrizar, la gasolina se está agotando. El lago Aliasdaj estaba a 1150 metros sobre el nivel del mar; las montañas que cruzábamos tenían más de 3000 metros. Habíamos llenado los tanques de gasolina, pero a la salida para Kolomia no nos podíamos separar del agua: en altitud se reduce la potencia, y para la posterior escalada fue necesario incrementar el combustible un mínimo de 6 horas. Sin embargo, lo superamos y cruzamos las montañas (…) En mi viaje de vuelta a Srednekan, además de todo esto, fue necesario volar con un tipo de combustible inadecuado, cuyas explosiones podían incendiar el motor.
Doronin.

El gobierno de Yakutia condecoró a la tripulación de este vuelo. En verano de 1933, Doronin ya había realizado tres viajes buscando la ruta entre Srednekan y Kolima, estableciendo la ruta aérea.

#### Rescate de la tripulación del Cheliusin
En abril de 1934 participó en el rescate del vapor Cheliusin, junto con M. V. Vodopianov (М.В.Водопьянов) y V. L. Galishev (В.Л.Галышев), en unas condiciones meteorológicas muy adversas, volando casi 6000 kilómetros enter Jabárovsk y Vankarem.
El vapor Cheliusin quedó atrapado entre los hielos, en unas condiciones climáticas extremas, en el Mar de Chukchi. Los tres pilotos partieron desde Jabárovsk hacia Uellen, aunque Vodopianov entró en una tormenta de nieve y se vio obligado a volver a Jabarovsk, aunque alcanzándolos después en Otjotsk. Partiendo de Otjosk, se encuentran con una tormenta, que obliga a los pilotos a esperar seis días en la bahía de Nagáyev. Continúan el vuelo hacia Kamenskoye, divisando las fogatas que delimitaban la pista de aterrizaje en el hielo. El avión de Doronin sufrió daños en el aterrizaje, y junto con una tormenta de nieve, retrasaron la continuación otros tres días.
Debido a las dificultades mecánicas de la reparación, Doronin ordenó que se continuase la ruta por separado, saliendo para Vankarem, cruzando los picos de Anádyr, ruta dos veces más corta pero infinitamente más peligrosa. El 11 de abril de 1934 Doronin llegó a Vankarem, después de una ruta de 5860 kilómetros por Jabarovsk-Nikoláyev del Amur-Ojotsk, bahía de Nagáyev-Gizhiga-Kamenskoye-Anádyr-cabo norte-Vankarem, durante tres semanas y media. El rescate se llevó a cabo en una frágil y estrecha pista sobre el hielo flotante en el mar, de no más de 30 metros de ancho.
El barco había sido aplastado entre los hielos y acabó hundiéndose, pereciendo en ese momento un solo tripulante. Los 104 pasajeros y tripulantes restantes fueron rescatados por vía aérea en muy difíciles condiciones, con averías y accidentes. Los pilotos fueron recibidos como héroes en todo el país, e incluso por la prensa extranjera. Iván Doronin dijo al respecto del rescate:

Mucha gente, incluso con una vida larga, no han experimentado ni la centésima parte del placer que experimenté a lo largo de esos pocos dias.

Por su valentía y heroísmo en la operación del rescate del Cheliuskin, Doronin recibió el título de Héroe de la Unión Soviética el 20 de abril de 1934. Doronin se afilió al Partido Comunista (bolchevique) en 1934.

### Ingeniero aeronáutico en Moscú

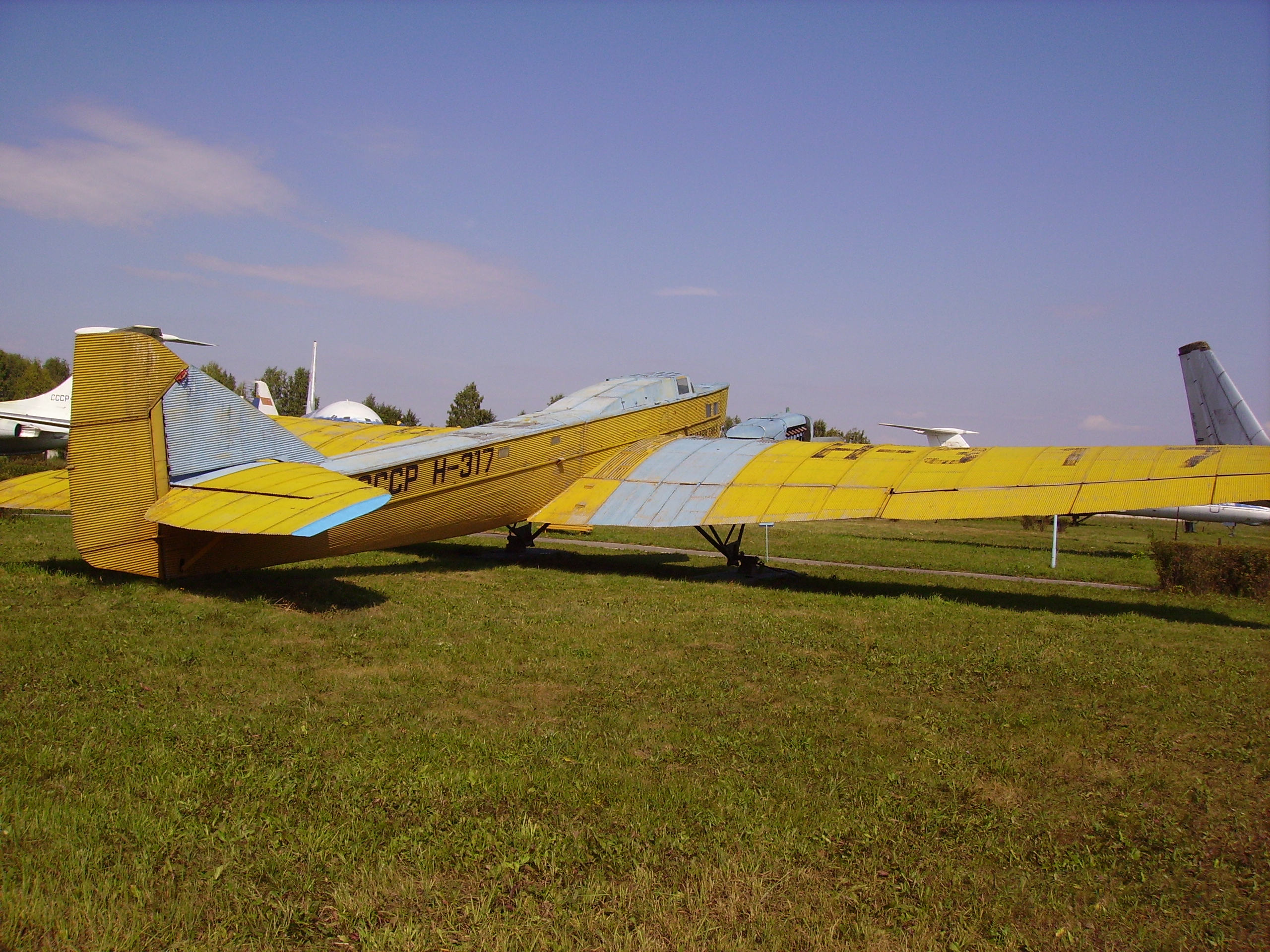
Avión ANT 4, similar al utilizado para el rescate de la tripulación del Cheliusin.

En 1939 se graduó en la Facultad de Ingeniería de la Academia Militar de la Fuerza Aérea “Zhukov”, desempeñando entre 1939 y 1940 como jefe de pruebas de vuelo en la planta n.º 1 de Moscú, con el grado de coronel. Entre 1940 y 1947 desempeña el cargo de jefe de pruebas de vuelo en la planta n.º 301 de Jimki, en el Óblast de Moscú.
Se retiró en 1947, por enfermedad, con el grado de coronel, aunque continuó trabajando después de 1947 como subjefe de la Unidad de Vuelo de la fábrica aeronáutica n.º 301.
Falleció el 2 de febrero de 1951 en Moscú. Fue enterrado en el Cementerio Novodévichi de Moscú.

## Condecoraciones
- Héroe de la Unión Soviética.
- Dos veces con la Orden de Lenin[6] (en 1934 y 1946), con la distinción de “medalla de oro”.[4]
- Orden de la Guerra Patria de 1.er grado (en 1945).[4][6]
- Orden de la Estrella Roja (en 1944).[4][6]